# پتروالد (ناحیه نووی ییتشین)
پتروالد (به چکی: Petřvald) یک منطقهٔ مسکونی در جمهوری چک است که در ناحیه نووی ییتشین واقع شده‌است. پتروالد ۱۲٫۵ کیلومتر مربع مساحت و ۱٬۸۰۶ نفر جمعیت دارد و ۲۳۳ متر بالاتر از سطح دریا واقع شده‌است.